# Svrčinovec
Svrčinovec (polsky Świerczynowiec, maďarsky Fenyvesszoros) je obec na severozápadě Slovenska v okrese Čadca. Žije zde přibližně 3 400 obyvatel.

## Poloha a charakteristika
Svrčinovec leží na severozápadě Slovenska v blízkosti trojmezí Slovenska, Česka a Polska. Obec leží v údolí řeky Čierňanky, která odděluje Jablunkovské mezihoří na severozápadě a Kysucké Beskydy na jihovýchodě. Tato pohoří patří do flyšového pásma a vrchy tvořené pískovci a jílovce mají omezenou propustnost vody, proto se zde po vydatných deštích vyskytují sesuvy. Nadmořská výška se pohybuje od 430 do 637 m n. m. Nejvyšším bodem je osada Pod Bučkami.
Obec sousedí na východě s obcí Čierne, na jihu a západě s městem Čadca a na severu s českou obcí Mosty u Jablunkova.
Vesnice leží od hlavního města Bratislavy 233 km, krajského města Žiliny 37,2 km a okresního města Čadca 5,5 km.

### Části obce
Od centra obce jsou odděleny místní části Závršie, Potok a Zatky (část obce ležící bezprostředně při státní hranici s Českem).
V katastru obce se nachází i několik malých osad (tzv. kopanic), roztroušených po okolních horách.

## Dějiny
Území dnešního Svrčinovce bylo osídleno během valašské kolonizace koncem 16. století pastýři Budatínského panství, území však patřilo Strečnianskému panství. První zmínka se vyskytuje v souvislosti s hraničním sporem mezi Budatínský panstvím a Těšínským knížectvím. Proto se již v roce 1578 vybudovala zděná obranná pevnost Jablunkovská Šance, která dohlížela na bezpečnost obchodní cesty a na prosazování zájmů těšínského knížectví. Zanikla až po ukončení hraničního sporu v roce 1792. První písemná zmínka o Svrčinovci jako o samostatné obci pochází z roku 1658. Název obce je odvozen od hustých smrkových lesů (svrčín), které se vyskytovaly v okolí. Koncem 18. století byla tímto územím vytyčena nová trasa obchodní cesty přes Jablunkovský průsmyk do Slezska a dále k Baltskému moři a přes Zwardoń do Żywce a Krakova. K rozvoji obce přispělo i zprovoznění Košicko-bohumínské železnice v roce 1871 a tratě do Żywce v roce 1884.
25. listopadu 1938 byla severní část obce spolu s oběma železničními tratěmi zabrána Polskem. Tento stav však trval jen do roku 1939, kdy přes tuto část vkročila německá vojska na území Polska a po jeho kapitulaci bylo území připojeno k Slovenskému štátu.
1. května 1945 do obce vkročila sovětská vojska. V roce 1993 se Svrčinovec stal pohraniční obcí a byl vybudován hraniční přechod.

## Politika
Obec je součástí Euroregionu Beskydy a spolu s obcemi Čierne a Skalité tvoří mikroregion Kysucký Triangel.

### Partnerské obce
- Mosty u Jablunkova, Česko

## Kultura a zajímavosti

### Stavby
V obci se nachází římskokatolický Kostel Růžencové Panny Marie, postavený během druhé světové války v modernistickém stylu a kaple Sedmibolestné Panny Marie v místní části Závršie.

## Doprava

### Silniční doprava
Obcí prochází evropská silnice E75 a slovenská dálnice D3 na které leží Tunel Svrčinovec. Je zde silniční hraniční přechod Mosty u Jablunkova – Svrčinovec.

### Železniční doprava
Obec leží na železničních tratích:

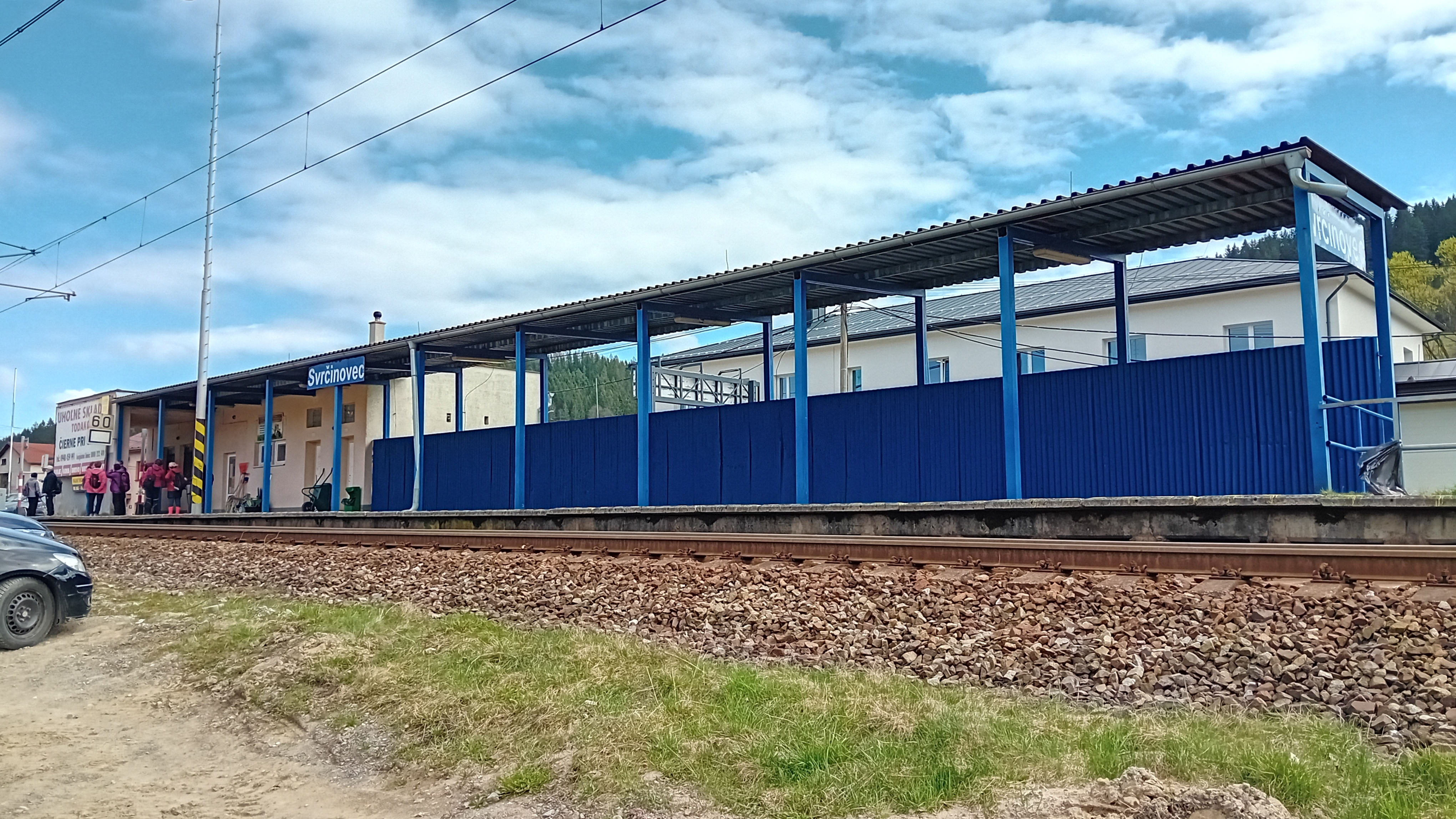
Železniční stanice

- Bohumín–Čadca se železniční zastávkou (Svrčinovec zastávka)
- Čadca–Zwardoń se železniční zastávkou (Svrčinovec)

## Rodáci
- Anton Cyprich, též Ciprich (5. ledna 1907 – 17. května 1984), důstojník a pedagog
- František Cyprich (1. října 1917 –  31. ledna 2009), letecké eso
- František Jurišta (31. březen 1925 – 13. březen 2000), akademický malíř